# Acta Negra
El Acta Negra (Black Act en inglés) fue una Ley del Parlamento de Gran Bretaña aprobada en 1723 durante el reinado de Jorge I de Gran Bretaña, en respuesta a los cazadores furtivos de Waltham y a un grupo de bandidos conocidos como los 'Wokingham Blacks' (Negros de Wokingham). Hizo que fuera un delito (castigado con la horca) aparecer armado en un parque natural, cazar o robar ciervos, o estar con el rostro pintado de negro o disfrazado. La Ley fue más tarde modificada, haciéndose un anexo brutal de la Riot Act de 1715. El Acta Negra se revocó en 1827.
Leyes posteriores que castigaban con penas graves los daños maliciosos al ganado y a maquinaria, también fueron llamados actas negras.